# 릴리 헤베시
릴리 헤베시(영어: Lily Hevesh, 1998년 10월 2일 ~ )는 Hevesh5라는 별명으로 활동하는 미국의 도미노 아티스트이자 유튜버이다.

## 생애
헤베시는 뉴햄프셔주 샌다운 출신의 중국인 입양아로 알리사(영어: Alissa)와 매트(영어: Matt)라는 두 형제가 있다. 만 10살에 도미노를 처음 받았다.
헤베시는 팀벌레인 지역 고등학교를 졸업하고 렌슬리어 공과대학교에서 "디자인, 혁신 및 사회"를 전공했다. 하지만 도미노 아트를 전업으로 하기 위해 1년도 채 되지 않아 학교를 떠났다. 현재는 매사추세츠주에 살고 있다.

## 경력

### 유튜브
헤베시는 2009년(만 10살)에 Hevesh5라는 이름으로 유튜브 채널을 개설했다. 2022년 9월 현재는 371만명의 구독자와 15억의 조회수를 보유하고 있다. Hevesh5 채널의 첫 동영상은 'Domino Shorts'이며, 첫 인기 동영상은 'INSANE Domino Tricks!'이다.
헤베시는 2015년에 유튜브 동영상으로 신원을 밝히기 전, 6년 반 동안 익명으로 있었다.
2018년 12월, 헤베시의 동영상 'A Merry Domino Christmas'를 유튜브가 허락받지 않고 공식 트위터에 올렸다. 이후, 유튜브는 공개적으로 사과했고 사용한 동영상에 출처를 남겼다.

### 도미노 세트
2020년, 헤베시는 스핀 마스터와 계약해 'H5 Domino Creations' 도미노 세트를 만들었다. 도미노 세트에는 100개의 일반 도미노와 3개의 필드스타터, 2개의 계단이 들어있다.

## 다큐멘터리 Lily Topples the World
2021년, 헤베시에 대한 다큐멘터리 'Lily Topples the World'가 공개되었다.